# Associazione Calcio Mantova 1973-1974
Questa pagina raccoglie le informazioni riguardanti l'Associazione Calcio Mantova nelle competizioni ufficiali della stagione 1973-1974.

## Stagione
Nella stagione 1973-1974 il Mantova ottiene un onorevole settimo posto in classifica con 41 punti, il girone A del campionato di Serie C è stato vinto con 53 punti dall'Alessandria che sale in Serie B, retrocedono in Serie D il Savona con 31 punti, la Triestina con 26 punti ed il Derthona con 22 punti. Sugli scudi i due bomber virgiliani, con 13 reti Bruno Zanolla e con 12 reti Claudio Turella mantovano di Roncoferraro.

## Rosa
| N. |                   | Ruolo | Calciatore            |
| -- | ----------------- | ----- | --------------------- |
|    | Italia (bandiera) | D     | Maurizio Ballestriero |
|    | Italia (bandiera) | D     | Ivan Bertuolo         |
|    | Italia (bandiera) | C     | Gian Paolo Bianconi   |
|    | Italia (bandiera) | C     | Roberto Calzoni       |
|    | Italia (bandiera) | A     | Antonio Cardillo      |
|    | Italia (bandiera) | C     | Roberto Caremi        |
|    | Italia (bandiera) | D     | Franco Cariolato      |
|    | Italia (bandiera) | C     | Giovanni Console      |
|    | Italia (bandiera) | P     | Fernando De Filippis  |
|    | Italia (bandiera) | D     | Gianni Facchinello    |
|    | Italia (bandiera) | A     | Fausto Grespi         |

| N. |                   | Ruolo | Calciatore             |
| -- | ----------------- | ----- | ---------------------- |
|    | Italia (bandiera) | A     | Lavio Iori             |
|    | Italia (bandiera) | A     | Roberto Marcomini      |
|    | Italia (bandiera) | C     | Romano Marinai         |
|    | Italia (bandiera) | D     | Gian Pietro Martinelli |
|    | Italia (bandiera) | D     | Ermanno Merlo          |
|    | Italia (bandiera) | D     | Claudio Montepagani    |
|    | Italia (bandiera) | D     | Guido Onor             |
|    | Italia (bandiera) | P     | Angelo Recchi          |
|    | Italia (bandiera) | C     | Renzo Tonghini         |
|    | Italia (bandiera) | A     | Claudio Turella        |
|    | Italia (bandiera) | A     | Bruno Zanolla          |

## Risultati

### Campionato

#### Girone d'andata
| Arbitro: | Chiapponi (Livorno) |

|              |           |  |
| Cardillo 38’ | Marcatori |  |

| Arbitro: | Lanzetti (Viterbo) |

|                       |           |                                   |
| Canzi 29’ Pozzoli 84’ | Marcatori | 5’ 40’ (rig.), 87’ (rig.) Zanolla |

| Arbitro: | Barboni (Firenze) |

|             |           |             |
| Zanolla 78’ | Marcatori | 44’ Panucci |

| Arbitro: | Falasca (Chieti) |

|             |           |  |
| Zanolla 92’ | Marcatori |  |

| Arbitro: | Benedetti (Roma) |

|                      |           |                 |
| Desio 22’ Notaro 61’ | Marcatori | 45’ Facchinello |

| Arbitro: | Frasso (Caserta) |

|  |           |               |
|  | Marcatori | 29’ Fumagalli |

| Arbitro: | Ambrosio (Napoli) |

|          |           |                  |
| Fera 33’ | Marcatori | 27’, 82’ Zanolla |

| Arbitro: | Busalacchi (Palermo) |

|             |           |          |
| Zanolla 62’ | Marcatori | 3’ Belfi |

| Arbitro: | Schena (Foggia) |

|           |           |  |
| Mutti 35’ | Marcatori |  |

| Arbitro: | Lanzetti (Viterbo) |

|                          |           |                         |
| Zanolla 20’ Cardillo 56’ | Marcatori | 42’ Foglia 87’ Chimenti |

| Monza 25 novembre 1973 11ª giornata | Monza               | 0 – 0 | Mantova | Stadio Gino Alfonso Sada\| Arbitro: \| Chiapponi (Livorno) \| |
| Arbitro:                            | Chiapponi (Livorno) |       |         |                                                               |

| Vercelli 2 dicembre 1973 12ª giornata | Pro Vercelli     | 0 – 0 | Mantova | Stadio Leonida Robbiano\| Arbitro: \| Marino (Taranto) \| |
| Arbitro:                              | Marino (Taranto) |       |         |                                                           |

| Arbitro: | Sancini (Bologna) |

|             |           |               |
| Turella 57’ | Marcatori | 64’ Mongitore |

| Arbitro: | Testuzza (Genova) |

|                                   |           |              |
| Martinelli 37’ Zanolla 73’ (rig.) | Marcatori | 33’ Musiello |

| Arbitro: | Artico (Padova) |

|                      |           |  |
| Baisi 8’ Manueli 54’ | Marcatori |  |

| Arbitro: | Mattei (Macerata) |

|                                     |           |  |
| Turella 33’ Zanolla 48’, 50’ (rig.) | Marcatori |  |

| Arbitro: | Lanzetti (Viterbo) |

|                             |           |             |
| Bellinazzi 37’ Sabbadin 62’ | Marcatori | 49’ Turella |

| Mantova 20 gennaio 1974, ore 14.30 18ª giornata | Mantova        | 0 – 0 | Udinese | Stadio Danilo Martelli\| Arbitro: \| Pieri (Genova) \| |
| Arbitro:                                        | Pieri (Genova) |       |         |                                                        |

| Arbitro: | Fuschi (Pescara) |

|                    |           |  |
| Giavara 39’ (rig.) | Marcatori |  |

#### Girone di ritorno
| Arbitro: | Frasso (Capua) |

|  |           |            |
|  | Marcatori | 43’ Grespi |

| Arbitro: | Lattanzi (Macerata) |

|             |           |                         |
| Turella 21’ | Marcatori | 18’ Arienti 31’ Vanazzi |

| Arbitro: | Mattei (Macerata) |

|                    |           |                     |
| Panucci 26’ (rig.) | Marcatori | 82’ Claudio Turella |

| Arbitro: | Baldoni (Ancona) |

|  |           |                 |
|  | Marcatori | 18’ Montepagani |

| Arbitro: | Prato (Lecce) |

|                    |           |  |
| Turella 44’ (rig.) | Marcatori |  |

| Arbitro: | Lo Bello (Siracusa) |

|  |           |                  |
|  | Marcatori | 50’, 68’ Turella |

| Arbitro: | Baciucchi (Roma) |

|            |           |  |
| Grespi 81’ | Marcatori |  |

| Arbitro: | Romanetti (Messina) |

|              |           |             |
| Bonacina 53’ | Marcatori | 68’ Turella |

| Mantova 7 aprile 1974 28ª giornata | Mantova          | 0 – 0 | Bolzano | Stadio Danilo Martelli\| Arbitro: \| Crista (Livorno) \| |
| Arbitro:                           | Crista (Livorno) |       |         |                                                          |

| Arbitro: | Vivarelli (Firenze) |

|  |           |             |
|  | Marcatori | 63’ Turella |

| Arbitro: | Tempio (Catania) |

|  |           |                             |
|  | Marcatori | 30’ (rig.), 55’ Sanseverino |

| Mantova 28 aprile 1974 31ª giornata | Mantova        | 0 – 0 | Pro Vercelli | Stadio Danilo Martelli\| Arbitro: \| Foschi (Forlì) \| |
| Arbitro:                            | Foschi (Forlì) |       |              |                                                        |

| Arbitro: | Fiumara (Roma) |

|                      |           |            |
| Mongitore 58’ (rig.) | Marcatori | 47’ Grespi |

| Arbitro: | Romanetti (Messina) |

|                    |           |  |
| Manservigi 49’ 81’ | Marcatori |  |

| Arbitro: | Lapi (Firenze) |

|                     |           |                  |
| Barbiero 65’ (aut.) | Marcatori | 70’ Dalle Vedove |

| Belluno 26 maggio 1974 35ª giornata | Belluno           | 0 – 0 | Mantova | Stadio Polisportivo\| Arbitro: \| Menotti (Bologna) \| |
| Arbitro:                            | Menotti (Bologna) |       |         |                                                        |

| Arbitro: | Fuschi (Pescara) |

|                         |           |                               |
| Turella 26’ Zanolla 58’ | Marcatori | 20’ Trevisanello 31’ Modonese |

| Arbitro: | Bitocchi (Tivoli) |

|                   |           |  |
| Bonora 41’ (rig.) | Marcatori |  |

| Arbitro: | Baciucchi (Roma) |

|             |           |  |
| Turella 18’ | Marcatori |  |